# Hypoproxynops rufiventris
Hypoproxynops rufiventris là một loài ruồi trong họ Tachinidae.